# Gussow
Gussow è una frazione del comune tedesco di Heidesee, nel Brandeburgo.

Conta 300 abitanti.

## Storia
Gussow costituì un comune autonomo fino al 2003.